# خيرا تفعل، شرا تلقى
عبارة 'خيرًا تفعل، شرًا تلقى' تعليق ساخر على ما يقوم به المرء من خير لا يلقى مقابله إلا شرًا. بمعنى آخر، تشير العبارة إلى أن من يساعدون الآخرين محكوم عليهم بالمعاناة نتيجة مساعدتهم.

## الخلفية
يعود أول استخدام موثَّق لهذه العبارة إلى كتاب وولتر ماب بعنوان "دي نوجيس كورياليوم" (تفاهات رجال الحاشية/ البلاط) في القرن الثاني عشر، الذي تضمَّن شخصية نهجت نهج الأخلاق المعكوسة "فلم تترك أي عمل صالح بدون عقاب، بينما كافئت كل عمل سوء".  
تقول الحكمة الأخلاقية التقليدية أن الله يعاقب على الأفعال الشريرة ويكافئ الأعمال الصالحة: 
| « |  | » |

فكما أن فعل الشر جزاؤه العقاب، تكون المكافأة جزاء العمل الصالح. وكما لا يوجد عمل شرير بلا عقاب من الله القاضي العادل، لا يوجد عمل صالح بدون جزاء، وبالتالي فإن لكل عمل صالح مآلٌ صالح. [3]
- توما الإكويني، الخلاصة اللاهوتية
يرتبط هذا بمفهومي الجحيم والكارما .
ويُعد التعبير الحديث "خيرًا تفعل، شرًا تلقى" تحريفًا ساخرًَا لهذا النهج الأخلاقي التقليدي. 
يبدو أن الاستخدام الساخر لهذه العبارة يعود إلى القرن العشرين حيث وُجدت على سبيل المثال في رواية بريندان جيل بعنوان مشكلة البيت الواحد عام 1950.  كما ظهرت بشكل بارز في أغنية "لا عمل صالح" من مسرحية الشرير الموسيقية التي لاقت نجاحًا في برودواي عام 2003.  توجد أيضًا قصيدة ساخرة لفرانكلين بيرس آدامز بعنوان "خيرًا تفعل، شرًا تلقى" (لذا يضيء العمل الجيد في عالم شقي)". 
في عام 2005، قدم المؤلف ديفيد هيلفارج مفهومًا مفاده أن العقاب قد يكون شكلاً من أشكال الانتقام، في مقال كتبه في مجلة جريست، "تذكرون تلك اللافتة التي وضعوها في أحد مكاتب وكالة حماية البيئة الأمريكية أثناء إدارة ريغان،"خيرًا تفعل، شرًا تلقى"؟ في عهد جورج بوش، علمًا ينفع، إهمالاً يلقى". 

## أنظر أيضًا
- جلد حصان ميت
- بطل تراجيدي
- فقط الطيب يموت شابًا